# Лерін Дуарте
Лерін Дуарте (нід. Lerin Duarte, нар. 11 серпня 1990, Роттердам) — нідерландський футболіст кабо-вердійського походження., півзахисник клубу «Аріс».

## Клубна кар'єра
Народився 11 серпня 1990 року в місті Роттердам. Вихованець футбольної школи клубу «Спарта», в якій навчався з 6 років. Дорослу футбольну кар'єру розпочав 2009 року в основній команді того ж клубу, в якій провів два сезони, взявши участь у 41 матчі чемпіонату. Більшість часу, проведеного у складі «Спарти», був основним гравцем команди.
Влітку 2011 року Лерін Дуарте перейшов у «Гераклес» (Алмело), підписавши трирічну угоду. Під час свого першого сезону в команді Дуарте перетворився на основного гравця у команді тренера Петера Боша. З командою Дуарте дійшов до фіналу Кубка Нідерландів у сезоні 2011/12, але програв ПСВ (3:0). Дуарте також був основним гравцем і у сезоні 2012/13, виділявшись своєю хорошою грою і в забивши шість голів. Після закінчення другого сезону інтерес інших клубів до Дуарте дедалі збільшувався. У травні 2013 року «Аякс» висловив бажання придбати гравця, однак «Гераклес» не погодився. Про це шкодував сам Дуарте, який висловив надію, що трансфер все-таки це відбудеться. У суботу, 31 серпня, він зіграв свій останній матч за клуб з Алмело проти «АДО Ден Гаг» (1:0), після чого перейшов у «Аякс», де мав замінити данця Крістіана Еріксена.
Лерін дебютував за свою нову команду в першому ж турі національної першості, в матчі проти «Вітесса». Всього в своєму дебютному сезоні команду з Амстердама він взяв участь в чотирнадцяти іграх чемпіонату і відзначився три рази, здобувши золоті нагороди турніру. А у другому сезоні 2014/15 Лерін ще рідше став виходити на поле, зігравши лише у чотирьох матчах чемпіонату і здебільшого виступаючи за дубль.
В результаті 31 січня 2015 року Дуарте на правах оренди перейшов у «Геренвен» як частина угоди по трансферу Дейлі Сінкгравена у зворотному напрямку, зігравши до кінця року 12 матчів у всіх турнірах. Перед сезоном 2015/16 Лерін повернувся до «Аякса», але до кінця року так і не зіграв жодної гри ані за основний, ані за резервний склад і у лютому 2016 року до кінця сезону 2015/16 був орендований клубом «НАК Бреда». По завершенні оренди, 11 серпня 2016 року, «Аякс» оголосив про розірвання контракту з футболістом за обопільною згодою.
16 серпня Лерін уклав трирічний контракт з «Гераклесом», по завершенні якого, 11 червня 2019 року було оголошено, що Дуарте продовжить кар'єру в грецькому «Арісі». Станом на 10 вересня 2020 року відіграв за клуб з Салонік 3 матчі в національному чемпіонаті.

## Виступи за збірні
Протягом 2011—2013 років залучався до складу молодіжної збірної Нідерландів. На молодіжному рівні зіграв в 10 офіційних матчах, забив 1 гол.
У травні 2013 року Дуарте отримав виклик до національної бірної на дві товариські зустрічі, проти Китаю та Індонезії, проте він залишався на лаві запасних в обох іграх.

## Титули і досягнення
- Чемпіон Нідерландів (1):

«Аякс»: 2013–14